# Baten Kaitos
Baten Kaitos eller Zeta Ceti (ζ Ceti, förkortat Zeta Cet, ζ Cet) som är stjärnans Bayerbeteckning, är en dubbelstjärna belägen i den mellersta delen av stjärnbilden Valfisken (stjärnbild). Den har en kombinerad skenbar magnitud på 3,74 och är synlig för blotta ögat där ljusföroreningar ej förekommer. Baserat på parallaxmätning inom Hipparcosuppdraget på ca 13,9 mas, beräknas den befinna sig på ett avstånd av ca 235 ljusår (ca 72 parsek) från solen.

## Nomenklatur
Zeta Ceti har det traditionella namnet Baten Kaitos, som kommer från det arabiska بطن قيتوس, batn qaytus, "havsmonstrets mage". År 2016 organiserade Internationella astronomiska unionen en arbetsgrupp för stjärnnamn (WGSN) med uppgift att katalogisera och standardisera riktiga namn för stjärnor. WGSN fastställde namnet Baten Kaitos för denna stjärna den 12 september 2016, som nu är inskrivet i IAU:s Catalog of Star Names.
I stjärnkatalogen i kalendern Al Achsasi al Mouakket betecknades denna stjärna med Rabah al Naamat رابع ألنعامة raabi3 al na'āmāt, som översattes till latin som Quarta Struthionum, vilket betyder "den fjärde strutsen". Baten Kaitos, tillsammans med Eta Ceti (Deneb Algenubi), Theta Ceti (Thanih Al Naamat), Tau Ceti (Thalath Al Naamat) och Upsilon Ceti, utgjorde Al Na'āmāt ( ألنعامة ), "strutshonorna".

## Egenskaper
Baten Kaitos är en orange till röd jättestjärna av spektralklass K0 III Ba0.1. Suffixet anger att det är en svag bariumstjärna, som visar något starkare än normala linjer av enkeljoniserat barium. Den har en uppskattad massa som är ca 2,3 gånger större än solens massa, en radie som är ca 25 gånger större än solens och utsänder från dess fotosfär ca 240 gånger mera energi än solen vid en effektiv temperatur på ca 4 580 K.
Baten Kaitos är en enkelsidigt spektroskopisk dubbelstjärna med en omloppsperiod på 4,5 år och en excentricitet på 0,59.